# Schweizer Spiegel
Der Schweizer Spiegel Verlag wurde 1925 von Adolf Guggenbühl und Fortunat Huber in Zürich gegründet. Er gab die Monatszeitschrift Schweizer Spiegel und kulturgeschichtliche Bücher heraus.

## «Schweizer Spiegel»
Der Schweizer Spiegel war eine Monatszeitschrift, die zur kulturellen und politischen Eigenständigkeit der Schweiz, in Abgrenzung zur Ideologie des aufkommenden deutschen Nationalsozialismus, herausgegeben wurde. Er betonte einen Patriotismus mit christlichem Hintergrund.
Während des Zweiten Weltkriegs unterstützte das Heft die Geistige Landesverteidigung. Die Zeitschrift lud ihre Leser mit regelmässigen Umfragen ein, sich zu sozialen und gesellschaftlichen Fragen zu äussern.
Regelmässige Mitarbeiter waren Autoren wie Willi Schohaus und Peter Meyer. Illustratoren und Karikaturisten waren René Gilsi, Walter Käch, Erik Nitsche, Hans Moser, Heinz Stieger, Hans Tomamichel und Marcel Vidoudez (1900–1968).
Die Gründer schieden Mitte der 1960er Jahre aus, der Schweizer Spiegel verlor an Profil und ging 1972 in der Weltwoche auf.

## Buchverlag
Im gleichnamigen Buchverlag erschien ein breites Spektrum kulturgeschichtlicher Literatur, Erziehungsratgeber und Kinderbücher, die auch über die Landesgrenzen bekannt wurden, wie Wolfgang Langhoffs Die Moorsoldaten von 1935 oder die Kinderbücher von Alois Carigiet und Selina Chönz ab 1945, die in zahlreiche Sprachen übersetzt wurden.
Emma Eichenberger gab mit Jakob Warrenberger und Willi Schohaus im Schweizer Spiegel Verlag die Schriftenreihe für junge Mädchen heraus.
1942 wurde der Verlag in Schweizer Spiegel-Verlag mit Rodana Verlag AG in Zürich umbenannt.

### Bücher (Auswahl)
- Paul Häberlin: Das Wunderbare. Zwölf Betrachtungen über die Religion. 1930
- Willi Schohaus: Schatten über der Schule. Eine kritische Betrachtung. 1930
- Kurt Guggenheim: Entfesselung. Roman. 1935
- Wolfgang Langhoff: Die Moorsoldaten – 13 Monate Konzentrationslager. 1935
- Ernst Feuz: Schweizer Geschichte. Mit 16 Tafeln. 4. Auflage, 1940
- Charles Tschopp: Ein heisser Sommer. 1940
- Oskar Bauhofer, Arnold Jaggi, Georg Thürer: Standhaft und treu 1291–1941. 1941
- Paul Häberlin: Logik im Grundriss. 1941
- Heinrich Leuthold: Ausgewählte Gedichte. Mit sechs Original-Radierungen von August Frey.  Herausgegeben von Adolf Guggenbühl und Karl Hafner. 1942
- Georg Thürer: Wesen und Würde der Mundart. 1944
- Alois Carigiet und Selina Chönz: Schellen-Ursli. Ein Engadiner Bilderbuch. 1945
- Elisa Strub: Aus Bode-Lina wird Lina Bögli. Heft Nr. 1 der «Schriftenreihe für junge Mädchen», 1949
- Alois Carigiet und Selina Chönz: Flurina und Wildvöglein – Schellen-Urslis Schwester. 1952
- Alois Carigiet: Der grosse Schnee. 1953
- Christoph Wolfensberger: Wenn dein Kind trotzt. Ein Wegweiser zur Überwindung von Erziehungsschwierigkeiten bei Kindern im 3. bis 6. Jahr. 1959
- Alois Carigiet: Zottel, Zick und Zwerg. Eine Geschichte von drei Geissen. 1965
- Alois Carigiet: Birnbaum Birke Berberitze. Eine Geschichte aus den Bündner Bergen. 1967
- Adolf Guggenbühl: Die Schweizer sind anders. Die Erhaltung der Eigenart – eine Frage der nationalen Existenz. 1967
- Hans Huber: Wie die Schweiz regiert wird. 1964
- Paul Häberlin: Zum ABC der Erziehung: Schriften der Paul Häberlin Gesellschaft Band II. 1966
- Alois Carigiet: Maurus und Madleina Über den Berg in die Stadt. 1969
- Allan Guggenbühl: Die unheimliche Faszination der Gewalt: Denkanstösse zum Umgang mit Aggression und Brutalität unter Kindern. 1993